# グスタフ・アドルフ (メクレンブルク公)

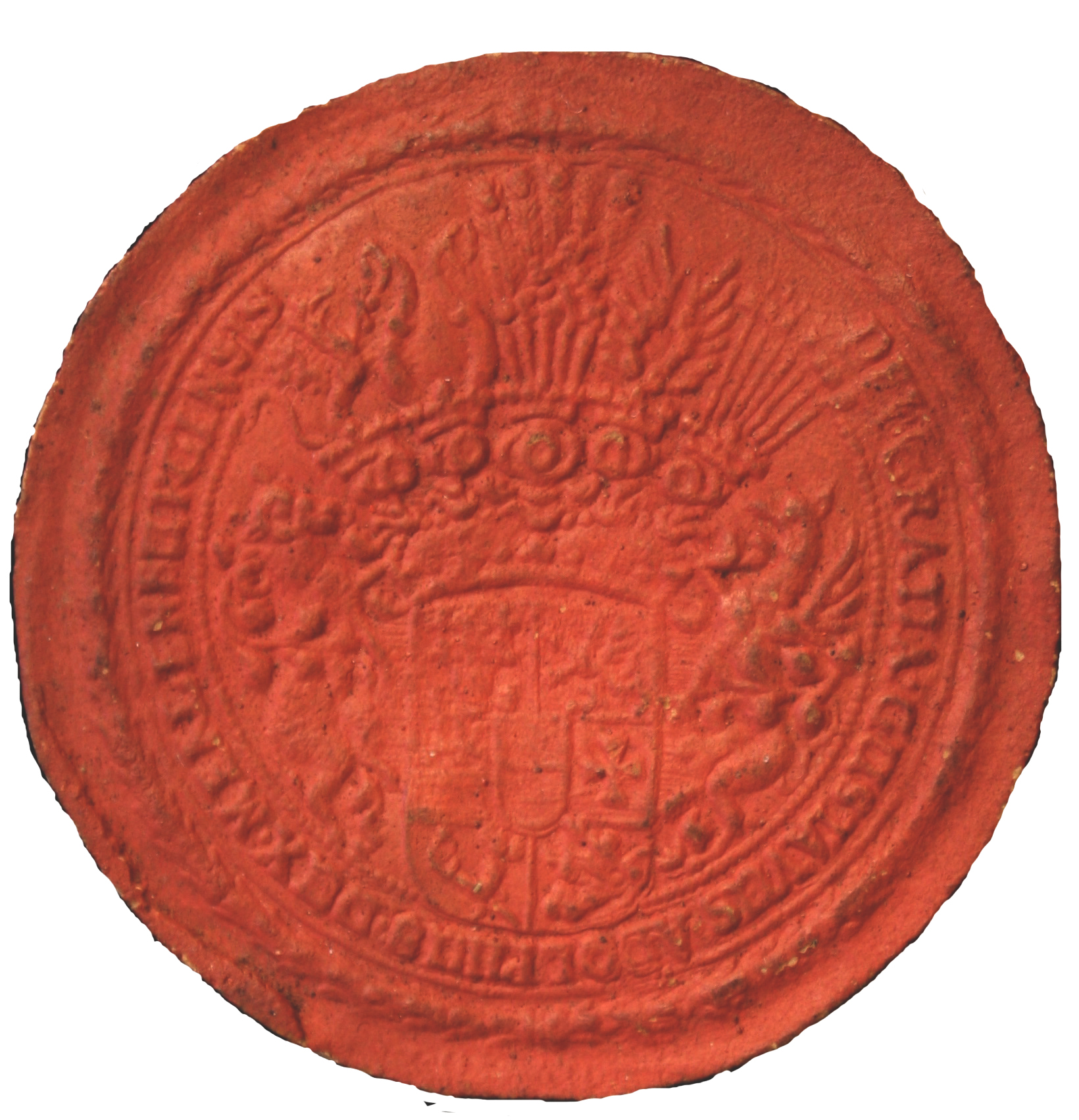
グスタフ・アドルフのシール、1672年

グスタフ・アドルフ（Gustav Adolf, 1633年2月26日 - 1695年10月6日）は、メクレンブルク＝ギュストロー公（在位：1654年 - 1695年）。メクレンブルク＝ギュストロー公ヨハン・アルブレヒト2世とその3番目の妃エレオノーレ・マリー・フォン・アンハルト＝ベルンブルクの息子。

## 生涯
1636年に父ヨハン・アルブレヒト2世が亡くなると、伯父のアドルフ・フリードリヒ1世が後見権と公領を主張した。その結果、後見と摂政の位をめぐって母エレオノーレ・マリーとアドルフ・フリードリヒ1世の間で激しい争いが勃発した。
1636年から1648年まで、グスタフ・アドルフはラッツェブルク教区の管理者をつとめた。
1654年5月2日、グスタフ・アドルフは皇帝から成人を宣言され、1695年に亡くなるまでギュストロー公の統治を引き継いだ。グスタフ・アドルフの死とともにギュストロー系メクレンブルク家は断絶した。
三十年戦争終結後、グスタフ・アドルフは1661年に国勢調査を実施した。1662年には、三十年戦争中に急増したオオカミの数を減らすためにオオカミの絶滅令を出した。1671年に包括的な学校改革に関する法令を公布した。15の学区では、教育長は学校制度の改善に責任を負う前任者によって補佐されていた。彼らは学校を設立し、村を一つの学校に統合し、適切な教師を雇用し、各人が支払える学費や必要な補助金を決定するという任務を負っていた。校長は方法論的な指示を受け、生徒の数、出席状況、成績を学校の表に保管しなければならなかった。1684年に6歳から義務教育を受けるよう命じた。
1676年、グスタフ・アドルフは火災令を出し、すべての住民は光と火の取り扱いに注意するよう指示された。また、住宅内での醸造は禁止された。
1682年、すべての魔術書を焼却するために引き渡すよう命令した。いんちきな医術の代わりに、人間と家畜に無料の医薬品が提供された。特別魔女法廷の設立は、地方裁判所で拷問によって強要された自白や告発を排除するために、魔女裁判を秩序ある方法で運営することを目的としていた。同年、当時流行していたクリストキントの活動を禁じた。これには、鎖を巻き、背中に袋を背負い、手に杖を持った従者ルプレヒトも同行していた。
グスタフ・アドルフは「Der Gefällige」という名で、実りを結ぶ会の会員として認められた。
グスタフ・アドルフが作った賛美歌が、プロテスタント教会の賛美歌に加えられている。1866年から1868年にかけてシュトゥットガルトでエドゥアルト・エミール・コッホにより出版された『賛美歌と教会歌の歴史』には、グスタフ・アドルフ作の8曲が載せられている。

## 結婚と子女
1654年12月28日、シュレースヴィヒ＝ホルシュタイン＝ゴットルフ公フレゼリク3世の娘マグダレーネ・ジビッレ（1631年 - 1719年）と結婚した。２人の
２人の間には11人の子女が生まれたが、息子はいずれもグスタフ・アドルフに先立って死去した。これにより後継者争いが生じたが、1701年のハンブルク和議で決着し、メクレンブルクは再編成された。
- ヨハン（1655年12月2日 - 1660年2月6日）
- エレオノーレ（1657年6月1日 - 1672年2月24日）
- マリア（1659年6月19日 - 1701年1月6日） - 1684年9月23日にアドルフ・フリードリヒ2世と結婚[2]
- マグダレーネ（1660年7月５日 - 1702年2月19日）
- ゾフィー（1662年6月21日 - 1738年6月1日） - 1700年12月6日にヴュルテンベルク＝エールス公クリスティアン・ウルリヒ1世と結婚
- クリスティーネ（1663年8月14日 - 1749年8月3日） - 1683年5月4日にシュトルベルク＝ゲーデルン伯ルートヴィヒ・クリスティアンと結婚
- カール（1664年11月18日 - 1688年3月15日） - 1687年8月10日にブランデンブルク選帝侯フリードリヒ・ヴィルヘルムの娘マリア・アマーリア・フォン・ブランデンブルクと結婚
- ヘートヴィヒ（1666年1月12日 - 1735年8月9日） - 1686年12月1日にザクセン＝メルゼブルク＝ツェルビッヒ公アウグストと結婚
- ルイーゼ（1667年8月28日 - 1721年3月15日） - 1696年12月5日にデンマーク王フレデリク4世と結婚
- エリーザベト（1668年9月3日 - 1738年8月25日） - 1692年3月29日にザクセン＝メルゼブルク公ハインリヒと結婚
- アウグステ（1674年12月27日 - 1756年5月9日）